# Pozo Nueve
Pozo Nueve är en ort i Mexiko.   Den ligger i kommunen Maní och delstaten Yucatán, i den östra delen av landet, 1 000 km öster om huvudstaden Mexico City. Pozo Nueve ligger 31 meter över havet och antalet invånare är 111.
Terrängen runt Pozo Nueve är platt. Runt Pozo Nueve är det ganska tätbefolkat, med 67 invånare per kvadratkilometer. Närmaste större samhälle är Oxkutzkab, 2,3 km sydväst om Pozo Nueve. I omgivningarna runt Pozo Nueve växer i huvudsak städsegrön lövskog.